# Kirsten Jakobsen
Kirsten Jakobsen (* 12. Dezember 1969 in Bad Oldesloe) ist eine deutsche Tierfilmerin (Tiefsee).

## Leben
Grundschule und Gymnasium besuchte Jakobsen in Bad Oldesloe. 1989 machte sie Abitur an der Theodor-Mommsen-Schule in Bad Oldesloe.
1989 trat sie in den Auswärtigen Dienst ein. Nach einem Verwaltungsstudium erhielt sie ihre Versetzung an die Deutschen Botschaften in Vilnius, Litauen (1992–1996) und Lissabon, Portugal (1996–1998).
Im Jahr 2000 übersiedelte sie mit ihrem Ehepartner Joachim Jakobsen auf die Azoreninsel Faial.
Seit 2012 ist sie Administratorin der Rebikoff-Niggeler-Stiftung, Privatstiftung für Unterwasserforschung auf den Azoren/Portugal.
Seit 2001 arbeitet sie als Kamerafrau und Navigatorin der Forschungs-Tauchboote LULA bzw. LULA1000 (3 Personen, 1000 m Tiefe), letzteres wurde 2013 in Betrieb genommen. Insgesamt hat sie über 450 Tauchgänge im Rahmen wissenschaftlicher und filmerischer Projekte bis 1000 Meter Tiefe im Nordostatlantik, hauptsächlich an den Inselhängen der Azoren und Madeiras, gemeinsam mit ihrem Mann und in Zusammenarbeit mit wissenschaftlichen Partnern absolviert.

## Familie
Seit 1998 ist sie mit dem Tierfilmer Joachim Jakobsen verheiratet und hat zwei Kinder.

## Forschung
Ab 2000 betrieb Jakobsen gemeinsam mit ihrem Mann Joachim das Tauchboot LULA bzw. ab 2013 LULA1000 in verschiedenen wissenschaftlichen und filmerischen Projekten, u. a.:
- 2004–2008: Archäologische Unterwasserkarte der Azoren in Zusammenarbeit mit der Kulturverwaltung der Azoren;
- 2006–2008: Monitoring Carbonate Production and Degradation (Azores/Portugal), Partner: Paläontologisches Institut der Universität Erlangen;
- 2015–2016: Lokalisierung und Dokumentation des Wracks von U 581, U-Boot, das 1942 vor der Azoreninsel Pico sank;
- 2015–2016: Langzeitstudie über den Zeitraum eines Jahres an einem Walkadaver in 760 m Tiefe, für filmerische und wissenschaftliche Zwecke;
- 2016–2018: Deep Litter: Projekt im Auftrag der Regierung der Azoren über Meeresmüll in der Tiefsee;
- 2018: SponGES (Deep-sea Sponge Grounds Ecosystems of the North Atlantic), Projekt über Tiefsee-Schwämme;
- 2019–2021: Deep Madeira: Projekt über Meeresmüll und Habitat Mapping am Inselhang von Madeira;
- 2020: Erste Tiefsee-Expedition in Porto Santo;
- 2021: Functioning of deep-sea nano and microfauna food webs fostered by sedimentation of organic matter, Projekt mit der Universität Köln über einzellige Organismen der Tiefsee.

## Entdeckungen
- mehrere Kaltwasser-Korallenriffe bei den Azoren;[1]
- Tiefsee-Schwammfelder (pheronema carpenteri);
- einzigartige unberührte Tiefsee-Korallenhabitate an den Inselhängen der Azoren;[2]
- Erstdokumentation eines Fächerflossen-Seeteufels;[3]
- Erstdokumentation eines jagenden Pelikanaals;[4]
- Entdeckung des Wracks des als verschollen gegoltenen deutschen U-Bootes U 581, das 1942 vor der Azoreninsel Pico sank;
- Entdeckung und Erstdokumentation eines Kelpwaldes vor der Insel Madeira;

## Filmerische Arbeit

### Filmerische Arbeit im Rahmen zahlreicher Naturdokumentationen
- BBC Atlantic – The Wildest Ocean on Earth (2014)
- Oasen im Atlantik (ARD/SWR 2015)
- Wildlife Azores (NHK Japan, 2015)
- Life at the Extreme (iTV/UK 2016)
- Azoren – Tanz um den Vulkan (ORF – National Geographic 2016)
- BBC Blue Planet II (2017)
- Die Azoren – Inselparadies im Atlantik (ZDF, 2018)[5]
- Mar, a última fronteira (RTP Portugal, 2019)
- Our Planet (Netflix, 2019)
- The Mating Game (BBC, 2021), ARD: Planet der Liebe

### Eigene filmerische Produktionen
- Kurzfilm Deep Time (2018)
- Deep Madeira (in portugiesischer Sprache)

## Wissenschaftliche Publikationen (Auswahl)
- First direct observation of hunting pelican eel reveals a bizarre fish with an inflatable head. (science.org)
- F. Tempera, M. Carreiro-Silva, K. Jakobsen, F. M. Porteiro, A. BragaHenriques, J. Jakobsen: An Eguchipsammia (Dendrophylliidae) topping on the cone. In: Marine Biodiversity. Band 45, Nr. 3–4, 2015.
- Pereira u. a.: Cold-water corals and large hydrozoans provide essential fish habitat for Lappanella fasciata and Benthocometes robustus. In: Deep Sea Research Part II: Topical Studies in oceanography. Band 145, Nov 2017, S. 33–48. doi:10.1016/j.dsr2.2017.09.015
- M. Wisshak, C. Neumann, J. Jakobsen, A. Freiwald: The “living-fossil community” of the cyrtocrinoid Cyathidium foresti and the deep-sea oyster Neopycnodonte zibrowii (Azores Archipelago). In: Palaeontology, Palaeoclimatology, Palaeoecology. Band 279, 2009, S. 235–236.
- M. Wisshak, A. Tribollet, S. Golubic, J. Jakobsen, A. Freiwald: Temperate bioerosion: Ichno- and biodiversity from intertidal to bathyal depths (Azores). In: Geobiology. Band 9, 2011, S. 492–520. doi:10.1111/j.1472-4669.2011.00299.x
- M. Wisshak, B. Berning, J. Jakobsen, A. Freiwald: Temperate carbonate production: biodiversity of calcareous epiliths from intertidal to bathyal depths (Azores). In: Mar Biodiv. Band 45, Nr. 1, 2014. doi:10.1007/s12526-014-0231-6
- M. Wisshak, M. López Correa, H. Zibrowius, J. Jakobsen, A. Freiwald: Skeletal reorganisation affects geochemical signals, exemplified in the stylasterid hydrocoral Errina dabneyi (Azores Archipelago). In: Marine Ecology Progress Series. Band 397, 2009, S. 197–208. doi:10.3354/meps08165
- M. Wisshak, M. López-Correa, S. Gofas, C. Salas, M. Taviani, J. Jakobsen, A. Freiwald: Shell architecture, element composition, and stable isotope signature of the giant deep-sea oyster Neopycnodonte zibrowii sp. n. from the NE Atlantic. In: Deep-Sea Research I. Band 56, 2009, S. 374–404. doi:10.1016/j.dsr.2008.10.002
- A. Braga-Henriques u. a.: Carrying behavior in the deep-sea crab Paromola cuvieri (Northeast Atlantic). In: Mar Biodiv. doi:10.1007/s12526-011-0090-3
- T. Moritz, D. Stümer, K. Jakobsen, J. Jakobsen: Observations on two live specimens of Trachipterus arcticus (Lampriformes: Trachipteridae) from the Azores. In: Note ichtyologique. (Société Française d´Ichthyologie). (sfi-cybium.fr)
- D. Catarino u. a.: First record of the opal chimaera, Chimaera opalescens (Holocephali: Chimaeridae) and revision of the occurrence of the rabbitfish Chimaera monstrosa in the Azores waters. In: Journal of Fish Biology. Band 97, Nr. 3, Sep 2020, S. 763–775. doi:10.1111/jfb.14432
- Kyu-Jin Cho u. a.: Bioinspired dual-morphing stretchable origami. doi:10.1126/scirobotics.aay3493
- A. P. Silva u. a.: The first whale fall on the Mid-Atlantic Ridge: Monitoring a year of succession. In: Deep Sea Research Part I. doi:10.1016/j.dsr.2021.103662